# Rieke (Giraffe)

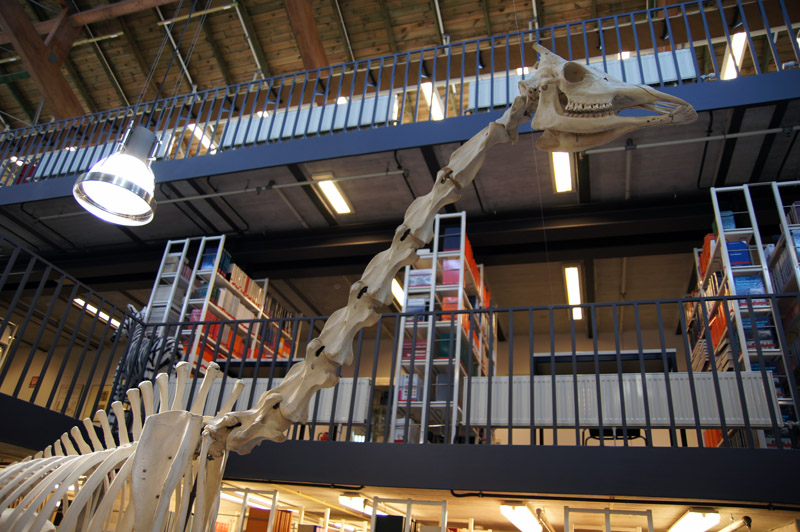
Riekes Skelett in der Veterinärmedizinischen Bibliothek der FU Berlin in Düppel

Rieke (* Oktober 1938 in Berlin; † 25. Februar 1957 ebenda) war eine weibliche Uganda-Giraffe (Giraffa camelopardalis rothschildi), die im Besitz des Zoologischen Gartens Berlin war und dort zu den Publikumslieblingen zählte. Sie war das einzige evakuierte Tier, das nach dem Zweiten Weltkrieg in den Berliner Zoo zurückkehrte.

## Leben

### Geburt und Überleben im Zweiten Weltkrieg
Rieke (anderen Angaben zufolge „Rike“) wurde im Zoologischen Garten von Berlin geboren. Mutter- („Anneliese“) und Vatertier waren als Wildfänge aus dem Gebiet des Turkana-Sees in Ostafrika nach Berlin gelangt. Die Tiere wurden seinerzeit in Gittergehegen gehalten und als Powell-Cotton-Giraffen systematisiert, benannt nach dem britischen Zoologen und Entdecker Major Percy Horace Gordon Powell-Cotton (1866–1940). Diese Unterart, nicht mehr als selbstständige Form geführt, wird heute zu den Uganda-Giraffen gezählt. Sie gilt in Tiergärten als am häufigsten gehaltene Giraffenart.
Rieke wuchs mit ihren Eltern auf der Anlage des Antilopenhauses auf. Dort wurden in den 1930er Jahren auch Massai-Giraffen gehalten, es kam aber nur zu einer reinen unterartlichen Zucht. Während des Zweiten Weltkriegs blieb der Zoologische Garten von Luftangriffen nicht verschont. Bei einem schweren Angriff am 22. und 23. November 1943 wurden innerhalb von 15 Minuten 30 Prozent des verbliebenen Tierbestands getötet. Auch das Antilopenhaus wurde von Spreng- und Brandbomben zerstört, auf dessen Gelände Rieke und ihre Eltern als einzige verbliebene Giraffen gelebt hatten. Die Elterntiere kamen ums Leben. Die fünfjährige Giraffenkuh selbst wurde im Freiauslauf durch einen Bombensplitter leicht am Knie verletzt.
Aufgrund des schweren Luftangriffs, dem an Großtieren unter anderem auch sieben Elefanten, ein afrikanisches Nashorn, sechs Raubkatzen und die Hälfte der Antilopen und Hirsche zum Opfer fielen, blieb der Zoo bis zum 25. Juli 1944 geschlossen. Nach der Ausheilung ihrer Verletzung wurde Rieke am 15. November 1944 in den Tiergarten Schönbrunn nach Wien evakuiert. Ende April/Anfang Mai 1945 wurde der Zoologische Garten bei den Endkämpfen der Schlacht um Berlin fast völlig zerstört. Von den am 31. Dezember 1944 in Berlin verbliebenen 900 Tieren in ca. 325 Arten überlebten – nach dem Abzug der russischen Truppen am 23. Mai 1945 aus dem Zoo – nur 91 Tiere in 45 Arten den Krieg.

### Evakuierung nach Wien und Rückkehr nach Berlin
Die folgenden acht Jahre verbrachte Rieke auf der Schönbrunner Giraffenanlage, die ebenfalls Kriegsschäden davongetragen hatte, aber noch heute existiert. 1953 kehrte das Tier nach Berlin zurück. 1951 hatte der Wiederaufbau des Berliner Antilopenhauses begonnen. Die früheren Gittergehege wurden dabei zu weiträumigen Freianlagen umgebaut. Katharina Heinroth, ab 1945 wissenschaftliche Direktorin des Zoologischen Gartens, hatte nach dem Krieg den damaligen Leiter des Schönbrunner Tiergartens, Julius Brachetka, im Internationalen Verband der Zoodirektoren kennengelernt. Das gute Verhältnis der beiden trug zu einer Rückführung der fünfzehnjährigen Giraffenkuh bei.
Am 18. August 1953 erfolgte der Abtransport Riekes aus dem Schönbrunner Zoo. Unter Anteilnahme der Presse und im Beisein des Wiener Zoodirektors kam das Tier einen Tag später am Bahnhof Berlin-Grunewald an, wo es von Katharina Heinroth empfangen wurde. Die Giraffe gelangte noch am selben Tag in ihren alten Stall im Antilopenhaus, vor dem sich mehrere hundert Besucher einfanden. Rieke weigerte sich jedoch anfangs, das Giraffenfreigehege zu betreten. „Des Tier [sic] war auch durch die schönsten Leckerbissen nicht herauszulocken. Nach der weiten Kistenreise gefiel ihr der Stall viel besser; vielleicht erinnerte sie sich auch noch des Bombenschrecks, den sie dort im Freiauslauf erlebt hatte“, führt Heinroth in Erinnerung an die Willkommensfeier in ihrer Autobiografie Mit Faltern begann’s. (1979) aus. Rieke war die erste Giraffe im Berliner Zoo nach Kriegsende. Gleichzeitig war sie das einzige evakuierte Tier, das zurückgebracht wurde. 1943/1944 waren aufgrund der Kriegswirren etwa 750 Tiere in 250 Arten aus dem Zoologischen Garten Berlin in die Zoos von Breslau, Mülhausen, München, Posen, Prag und Wien evakuiert worden.

### Neues Partnertier und Tod
Der Wiederaufbau des Antilopenhauses dauerte noch bis ins Jahr 1956 an. 1954 verlor Rieke an Gewicht und hatte einen schweren Husten. Es wurde eine Tuberkulose-Erkrankung diagnostiziert. Wilma von Düring, die erste Zootierärztin nach dem Krieg, wandte erfolgreich eine „Kur“ an und Rieke nahm wieder an Gewicht zu. Nachdem sie ein Jahr ohne Bakterienbefund geblieben war, wurde ihr mit „August“ ein Partnertier zu Seite gestellt. Der etwa zweijährige Netzgiraffenbulle (Giraffa camelopardalis reticulata) war ein Wildfang aus Tanganjika und wurde dem Zoo durch das Berliner Kaufhaus DeFaKa gespendet. Ein unterartengleiches Tier war nicht zu erhalten gewesen. Anlass der Spende war die Eröffnung der DeFaKa-Filiale in der unweit des Zoos gelegenen Tauentzienstraße an der Kaiser-Wilhelm-Gedächtnis-Kirche.
Nach dem Eintreffen von August am 22. September 1955 veränderte sich das Verhalten von Rieke. Die über 16 Jahre alte, ruhige und bedächtige Giraffenkuh bemutterte den noch nicht ausgewachsenen Bullen und wurde dabei wachsam und schreckhaft. „Setzte unser August spielerisch zu einem Galopp an, so erschrak sie sichtlich und sauste sofort los. Sie wurde von den Schreckspielen des Gefährten angesteckt“, so Heinroth.
Rieke konnte ihre Lungenkrankheit niemals ganz auskurieren und verstarb, schwer krank, am 25. Februar 1957 im Alter von 18 Jahren (anderen Angaben zufolge 19 Jahren). Die West-Berliner Zeitung Tagesspiegel ließ einen Tag nach dem Tod der Giraffe verlauten, dass Rieke „zweifellos zu den ‚prominentesten‘ Zoobewohnern“ gehört hätte. August (Spitzname: „August Drahtbeen“) verblieb allein. Das Tier wurde später gegen einen Massai-Giraffenbullen eingetauscht, während ein weibliches Tier erneut von Kaufhaus DeFaKa gespendet wurde. Das neue Giraffenpärchen wurde wieder auf die Namen „Rieke“ und „August“ getauft.
Riekes Skelett ist heute in der Veterinärmedizinischen Bibliothek der Freien Universität in Berlin-Düppel ausgestellt. 2010 wurde das Tier in einer Dokumentation des rbb zu den 30 beliebtesten Zootieren des Zoologischen Gartens gezählt.